# Río Pilaya
Der Río Pilaya ist ein Fluss in den Anden im südlichen Bolivien.
Der Fluss hat eine Gesamtlänge von 125 Kilometern und bildet die Südostgrenze der Hochgebirgsregion der Cordillera de Tajsara o Tarachaca.
Er bildet sich am Zusammenfluss des Río Cedro Mayu mit dem Río Pampa Largo. Flussabwärts mündet der Río Pilaya in den Río Pilcomayo, der zum Flusssystem des Río de la Plata gehört.
Verwaltungstechnisch verläuft der Fluss zwischen dem bolivianischen Departamento Chuquisaca im Nordwesten und dem Departamento Tarija im Südosten. Nordwestlich des Río Camblaya liegt die Provinz Sud Cinti mit dem Municipio Culpina. Südlich des Flusses liegt die Provinz Eustaquio Méndez mit dem Municipio San Lorenzo und die Provinz Burnet O’Connor. Der Fluss hat sich tief in die Hochgebirgslandschaft der Region eingegraben, die Breite des Flusslaufs schwankt ab der Vereinigung mit dem Río Camblaya zwischen 50 und 1000 Metern, sein Tal ist nahezu unbesiedelt.
Der Canyon des Pilaya (Cañón del Pilaya) hat an einigen Stellen eine Tiefe von rund 3000 Metern und gehört damit zu den extremsten der Welt. Die touristische Bedeutung ist aufgrund der mangelnden Infrastruktur trotzdem gering.